# Mikayıl Cəbrayılov
Mikayıl Cəbrayılov (eingedeutscht Mikail Dschäbrailow; * 27. April 1952 im Dorf Oxud, Ochud, Rayon Şəki, Aserbaidschanische Sozialistische Sowjetrepublik; † 15. Dezember 1990 im Dorf Kosalar, Xocalı (Rayon), Autonomes Gebiet Bergkarabach, Aserbaidschanische SSR) war ein aserbaidschanischer Polizeioffizier. Er wurde mit dem Titel Nationalheld Aserbaidschans ausgezeichnet.

## Werdegang

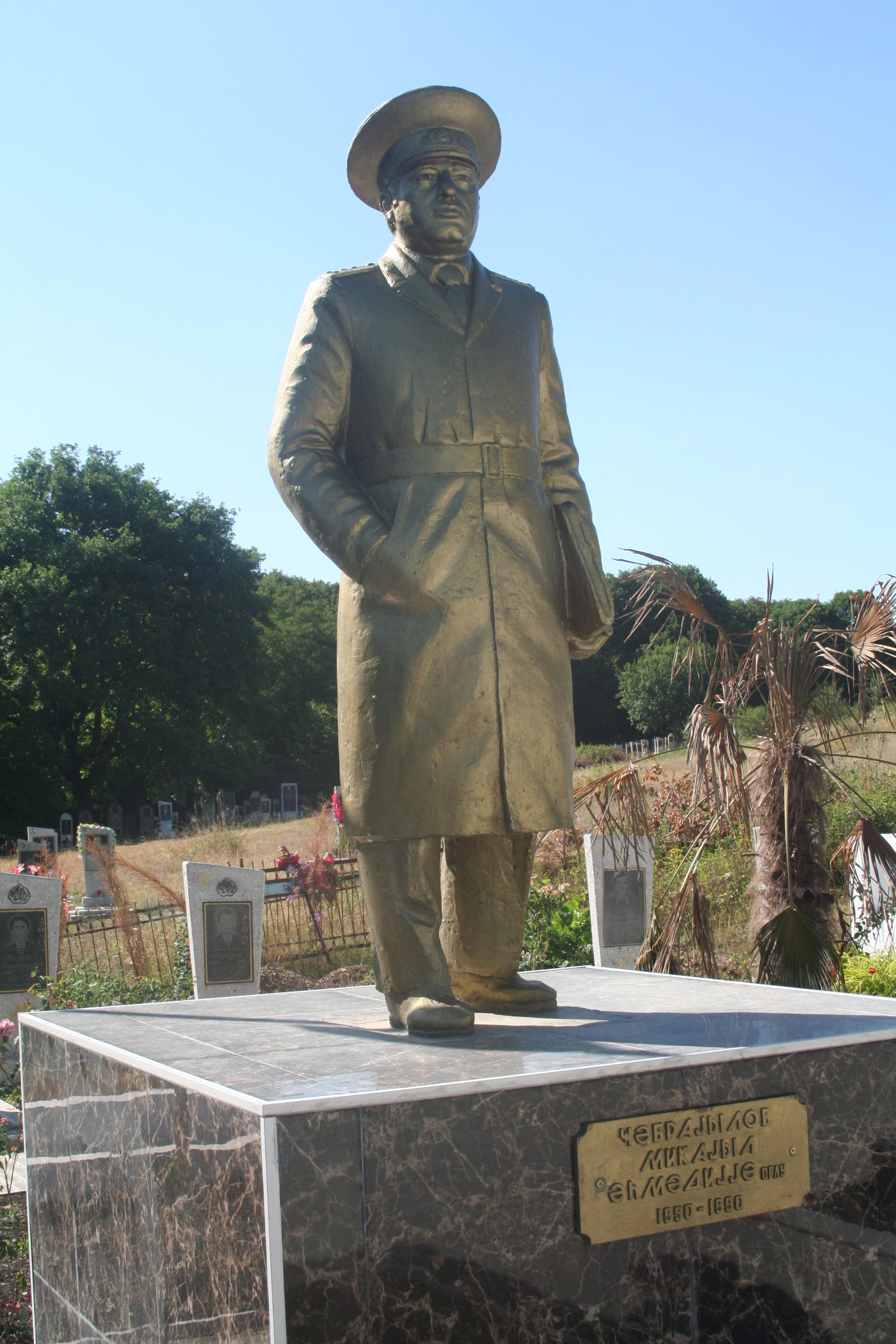
Grabmal von Cəbrayılov

Cəbrayılov war in die Familie von Əhmədiyyə Cəbrayılov (bekannt auch unter seinem Spitznamen Armed Michel), dem Teilnehmer von Résistance, der französischen Widerstandsbewegung gegen den Nationalsozialismus, hineingeboren.
Cəbrayılov absolvierte 1971 die heutige Polizeiakademie des Ministeriums für Innere Angelegenheiten Aserbaidschans in Baku und fing im Anschluss seine Berufskarriere in der Polizeibehörde von Şəki an. 1978 wurde er im Rang eines Leutnants zum Polizeiinspekteur berufen.
Mit der Zuspitzung bewaffneter Auseinandersetzungen zwischen Armeniern und Aserbaidschanern in Bergkarabach wurde Cəbrayılov am 12. Dezember 1990 gemeinsamen mit einer Gruppe von vier Polizeibeamten in das Dorf Cəmilli (Dschämilli) der Provinz Xocalı abkommandiert. Das Ziel war, die Ortschaft vor Übergriffen armenischer Milizen zu schützen. Drei Tage später geriet die Gruppe von Cəbrayılov auf der Straße von Cəmilli zum benachbarten Dort Kosalar in den Hinterhalt armenischer Kämpfer. Alle Polizisten, darunter Cəbrayılov kamen beim anschließenden Gefecht ums Leben. Er wurde in seinem Geburtsdorf beigesetzt.
Das Präsidium des Obersten Sowjets der UdSSR zeichnete Cəbrayılov nach seinem Tod mit dem Orden des Roten Sterns aus.
Per Dekret des aserbaidschanischen Präsidenten vom 6. Juni 1992 wurde Cəbrayılov posthum der Titel „Nationalheld Aserbaidschans“ verliehen.